# Platymantis dorsalis
Espèce
Synonymes
- Cornufer dorsalis Duméril, 1853
- Halophila jagorii Peters, 1863
- Halophila platydactyla Günther, 1864
- Platymantis meyeri Günther, 1873
- Cornufer laticeps Taylor, 1920
- Cornufer meyeri Boulenger, 1882

Statut de conservation UICN

 LC  : Préoccupation mineure
Platymantis dorsalis est une espèce d'amphibiens de la famille des Ceratobatrachidae.

## Répartition
Cette espèce est endémique des Philippines. Elle se rencontre dans les îles de Catanduanes, Cebu, Luçon, Marinduque, Negros, Panay, Polillo, Romblon et Tablas.

## Publication originale
- Duméril, 1853 : Mémoire sur les Batraciens anoures de la famille des Hylaeformes ou Rainettes, comprenant la description d'un genre nouveau et de onze espèces nouvelles. Annales Des Sciences Naturelles, sér. 3, vol. 19, p. 135-179 (texte intégral).